# Guzmania barbiei
Guzmania barbiei är en gräsväxtart som beskrevs av Werner Rauh. Guzmania barbiei ingår i släktet Guzmania och familjen Bromeliaceae. Inga underarter finns listade i Catalogue of Life.